# Cyprinodon labiosus
Cyprinodon labiosus је зракоперка из реда Cyprinodontiformes.

## Угроженост
Ова врста је крајње угрожена и у великој опасности од изумирања.

## Распрострањење
Ареал врсте је ограничен на једну државу. 
Мексико је једино познато природно станиште врсте.

## Станиште
Станишта врсте су шуме, језера и језерски екосистеми и слатководна подручја.